# Four Wheel Drive Auto Company

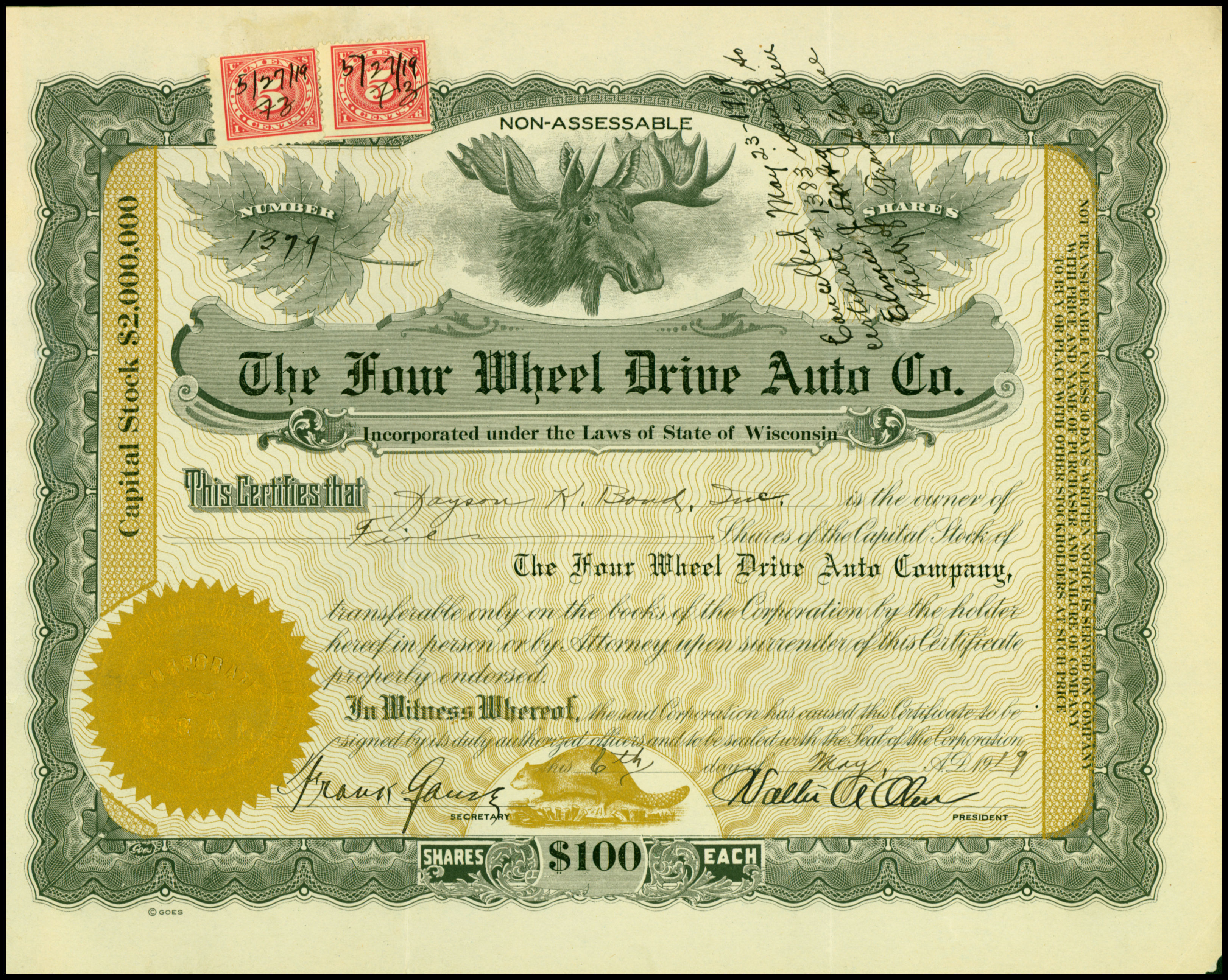
Aandeel van FWD uit 1919

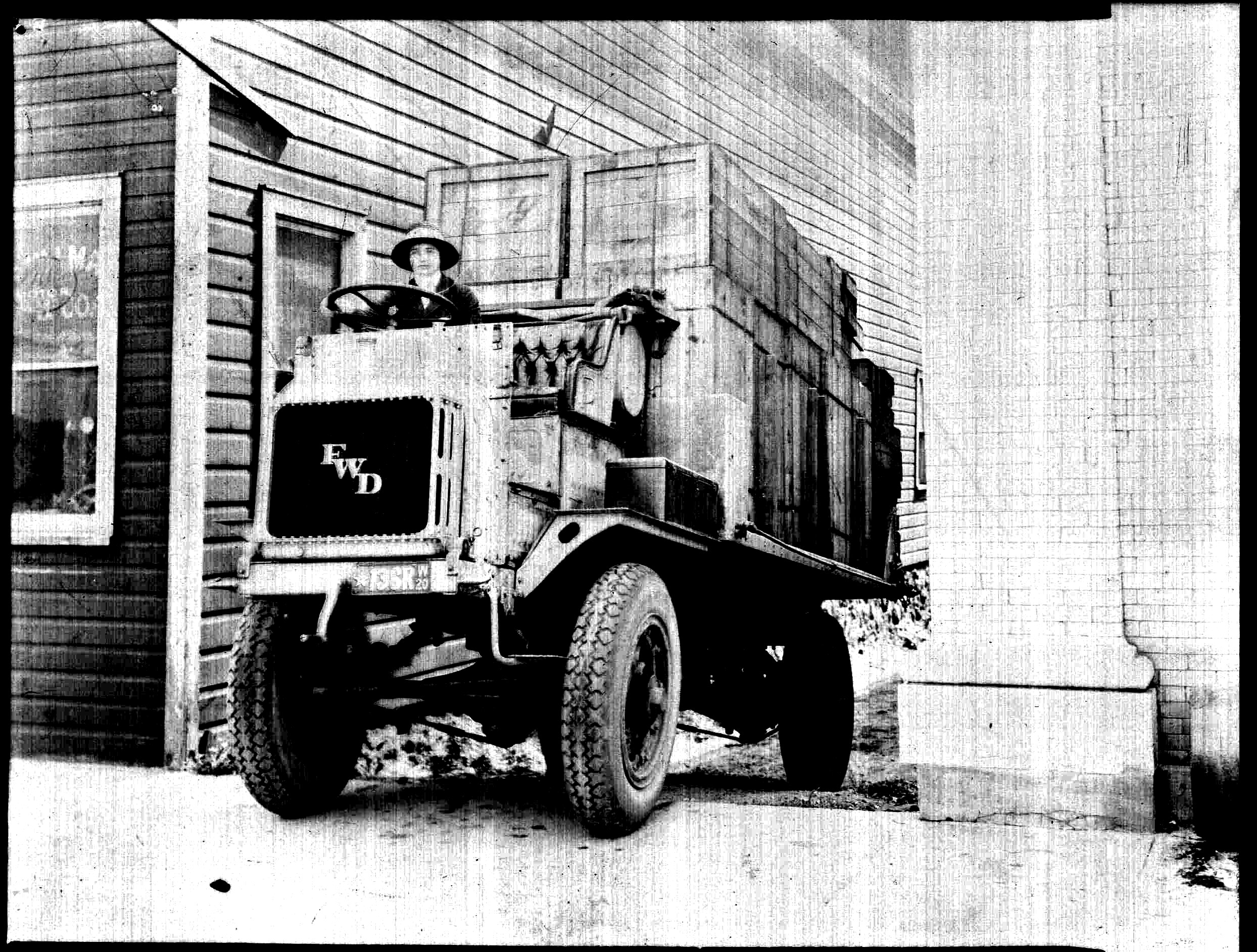
FWD vrachtwagen met Luella Bates achter het stuur (1920)

De Four Wheel Drive Auto Company, beter bekend als Four Wheel Drive en afgekort als FWD, was een Amerikaans pionier van voertuigen met vierwielaandrijving ontwikkelde en produceerde. Het werd in 1909 in Clintonville, Wisconsin opgericht door Otto Zachow en William Besserdich. Na verkoopsuccesen in de Eerste en Tweede Wereldoorlog werd de focus verlegd naar brandweervoertuigen. In 2003 werden FWD Corporation en de dochterondernemingen Seagrave, Baker Aerialscope en Almonte Fire Trucks verkocht aan de investeringsgroep Ballamor Capital Management. Seagrave Fire Apparatus is een onderdeel van ELB Capital Management.

## Geschiedenis

### Oprichting
De twee oprichters, Otto Zachow (1862-1942) en zijn zwager William Besserdich (1867-1959), ontwierpen en maakten in 1908 hun eerste succesvolle auto met vierwielaandrijving (4x4). De auto met de naam "Slagschip" (Engels: "Battleship") was een succes en dit leidde op 9 januari 1909 tot de oprichting van de Badger Four Wheel Drive Auto Company. Walter Olen, een advocaat die had geholpen bij de octrooi aanvraag, was ook een mede-oprichter. Een jaar later werd "Badger", een bijnaam voor de staat Wisconsin, uit de naam geschrapt. Besserich en Zachow hadden in 1906 voor hun uitvinding octrooi aangevraagd en dat werd in 1908 verleend. Alle FWD voertuigen kregen een permanente vierwielaandrijving met een vergrendelbaar middendifferentieel. In 1910 werd Olen de hoogste bestuurder van het bedrijf, hij bleef aan tot zijn pensioen in 1944. Omstreeks 1913 verkochten Zachow en Besserdich hun aandelenbelang in het bedrijf. Besserdich startte een vrachtwagenfabriek in het naburige Oshkosh en de plaatsnaam werd later onderdeel van de bedrijfsnaam Oshkosh Corporation.

### 1916-1939
Het succes van de vierwielaandrijving werd al snel ingezien door de Amerikaanse strijdmacht. De vrachtwagen werd getest en in 1916 bestelde het Amerikaanse leger 147 Model B vrachtwagens voor de Pancho Villa-expeditie. Deze vrachtwagen had een laadvermogen van drie ton in het terrein en vijf ton op wegen. 
Na de oorlogsverklaring aan Duitsland in 1917, bestelde het leger 30.000 Model Bs die de militaire aanduiding "Truck, Three to Five Ton, M1917" kregen. Bij de wapenstilstand in september 1918 waren er 12.498 afgeleverd en hiervan waren er 9420 met de American Expeditionary Forces naar Frankrijk gegaan. Verder kwamen aanvullende bestellingen uit het Verenigd Koninkrijk en Rusland. De vraag naar het Model B oversteeg de capaciteit van FWD. Andere fabrikanten zoals de Peerless Motor Company, Kissel Motor Car Company, Premier Motor Corporation en Mitchell Motor Car Company hielpen bij de productie. Na de oorlog kwamen veel Model B's terug naar de Verenigde Staten en werden door de regering verkocht of verdeeld onder lokale overheden en gemeenten. De vrachtwagens bleken uitermate geschikt om bij bouwprojecten te worden ingezet.
Vlak voor het einde van de oorlog verkocht FWD zijn octrooirechten aan het Amerikaanse leger voor US$ 400.000. Het leger kon hiermee andere fabrikanten helpen aan de noodzakelijke kennis voor voertuigen met vierwielaandrijving.
In 1920 werd Luella Bates aangenomen voor het testen van vrachtwagens en zij werd ook vaak voor promotiedoeleinden ingezet.
In 1919 werd samen met Dominion Truck uit Kitchener een Canadese dochteronderneming opgericht. In 1921 volgde een Engelse vestiging in Slough. In 1926 werd de Britse FWD, ook wel bekend als de Jeffery Quad, geproduceerd met een motor van 70 pk. In 1928 werd FWD betrokken bij een Brits project voor een artillerietrekker. Na een uitgebreide test kwam het  voertuig, de FWD 6RT, in productie. Uiteindelijk zijn er 24 exemplaren gebouwd bij FWD in Slough en 33 stuks in de AEC fabriek te Southall tussen 1932 en 1936.
Een relatie met de vooraanstaande raceautoconstructeur Harry Miller resulteerde in de Four Wheel Drive Miller. Deze auto nam met succes deel aan de Indianapolis 500 in 1931 en latere jaren. Deze auto was bedoeld om aan te tonen dat de vierwielaandrijving ook op de weg voordelen heeft.
In 1932 nam AEC een controlerend belang in de Britse dochteronderneming van FWD. Standaard AEC componenten werden gebruikt bij de productie van vrachtwagens in Slough. Om deze te onderscheiden van geïmporteerde Amerikaanse FWD voertuigen werden ze onder de naam Hardy op de markt gebracht. De productie stopte rond 1936, maar AEC benutte zijn ervaring met vierwielaandrijving in zijn Matador (4x4) en Marshall (6x6) voertuigen gemaakt tijdens en na de Tweede Wereldoorlog.
In 1939 kocht FWD een gebruikte Waco Aircraft Company tweedekker. In 1943 kreeg het luchtvaartbedrijf de naam Wisconsin Central Airlines en nog later North Central Airlines.

### 1940-1945
Tijdens de Tweede Wereldoorlog nam de behoefte aan legervrachtwagens weer sterk toe. Het Amerikaanse leger had echter weinig interesse, de voorkeur ging uit naar 6x6 voertuigen met een laadvermogen van 2,5 ton en FWD maakte deze niet.
Het Britse leger gaf juist de voorkeur aan 4x4-vrachtwagens en nam alle FWD vrachtwagens die het maar kon krijgen. De FWD SU COE serie met een laadvermogen van 5 à 6 ton was zeer gevraagd. Verder gingen voertuigen naar Canada en de Sovjet-Unie. Enkele eenheden van het Amerikaanse leger kochten wel kleine aantallen voertuigen, zoals de United States Marine Corps, het United States Army Corps of Engineers en de marine. Tussen 1941 en 1945 werden 24.000 vrachtwagens door het bedrijf geleverd.

### Focus op brandweerwagens
Na de oorlog bleef de focus van het bedrijf gericht op zware vrachtwagens.
In 1958 werd de bedrijfsnaam veranderd in FWD Corporation.
In 1963 volgde de overname van Seagrave Fire Apparatus, een fabrikant van brandweerwagens en blusmaterieel. Veel ladderwagens gebruikten gieken van Baker Aerialscope die FWD in de loop der jaren ook, net als Almonte Fire Trucks, had opgekocht.
In 2003 werden FWD Corporation, Seagrave, Baker Aerialscope en Almonte Fire Trucks verkocht aan een investeringsgroep onder leiding van James Hebe, de voormalige directeur van Ward La France. In 2004 werd Schmidt Equipment & Engineering overgenomen, een fabrikant van sneeuwploegen. De naam FWD werd verdrongen door de Seagrave merknaam. Tegenwoordig is Seagrave Fire Apparatus onderdeel van ELB Capital Management.

## Fotogalerij

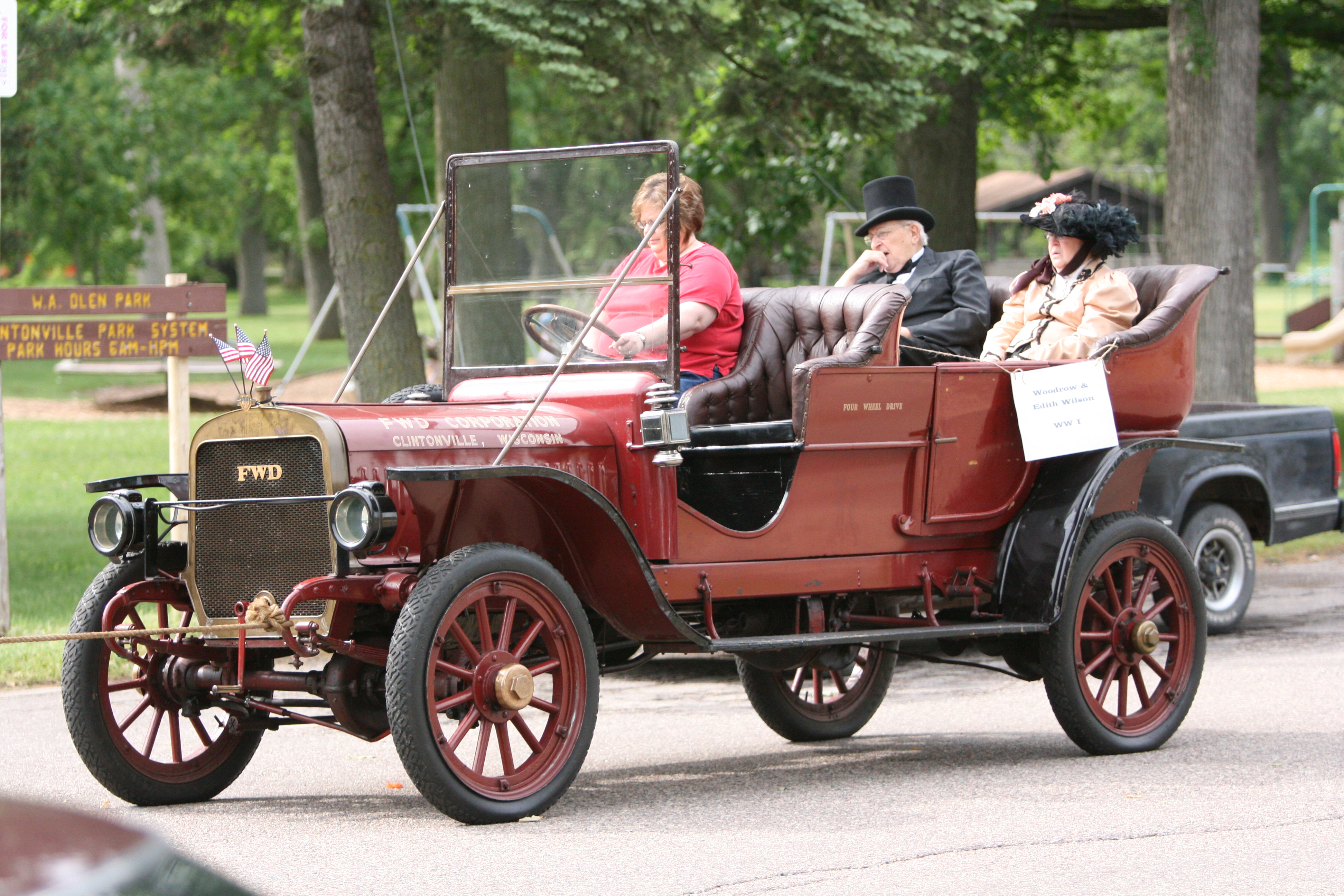
De Badger
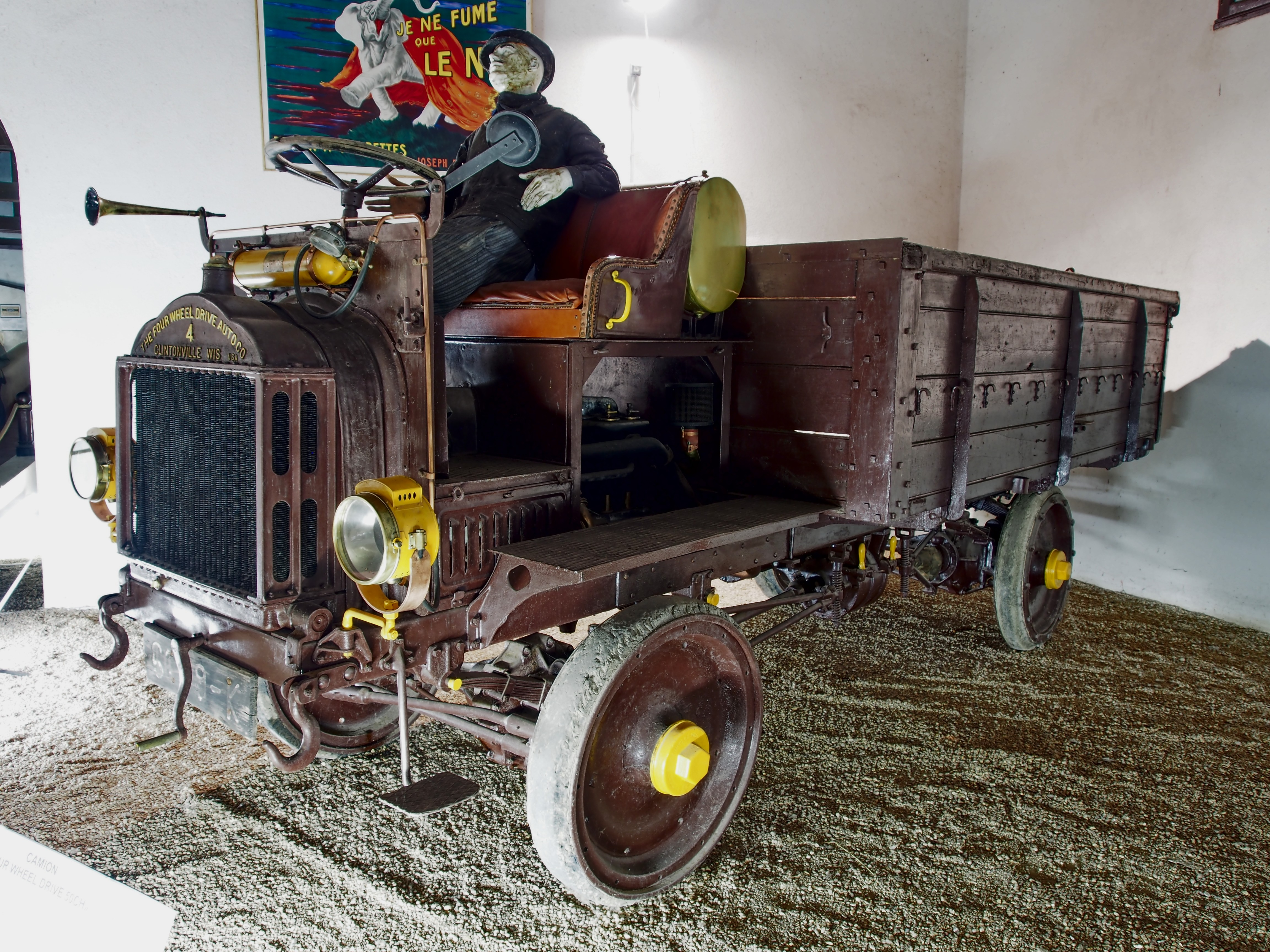
FWD Model B
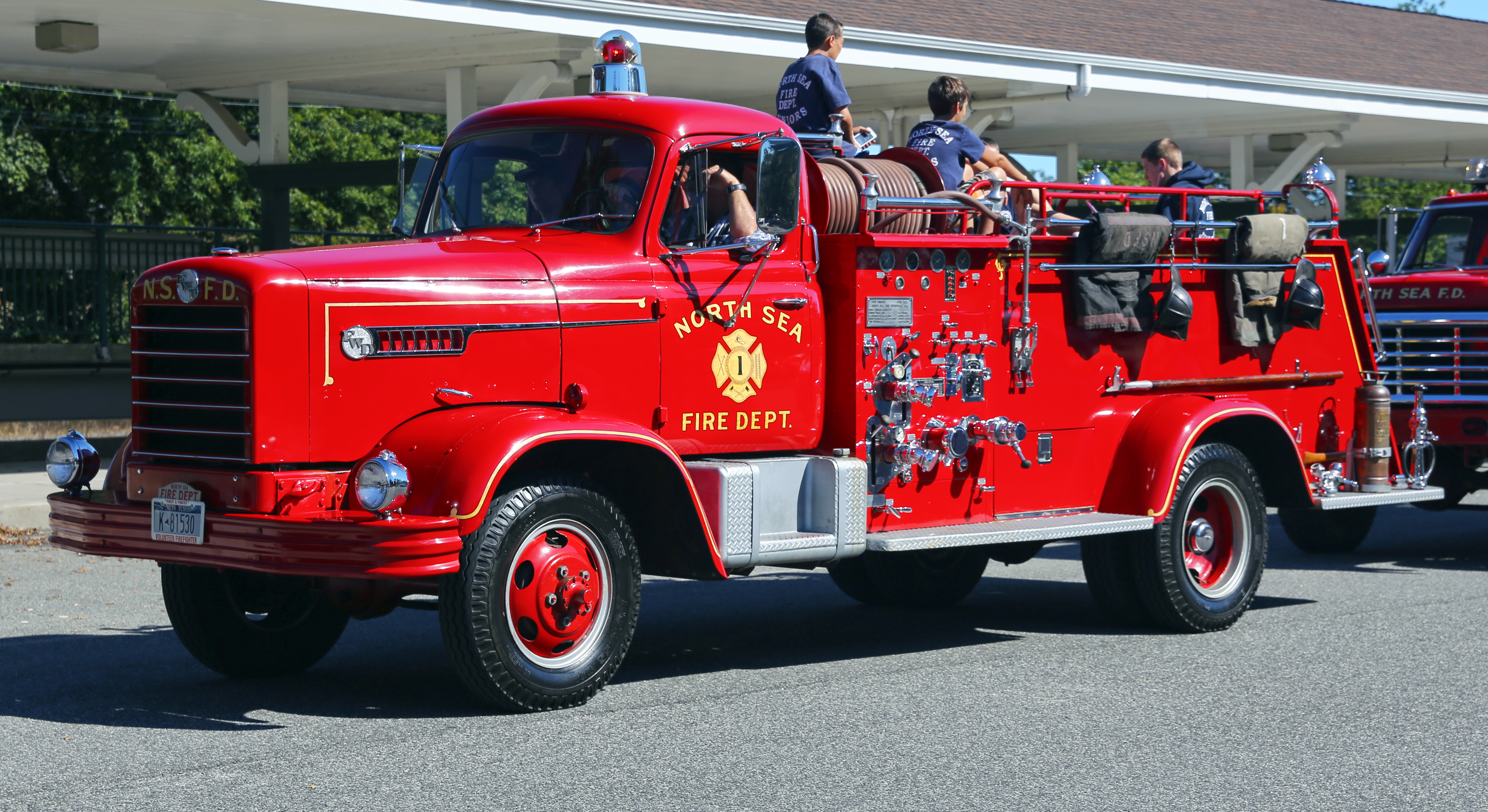
FWD brandweerauto
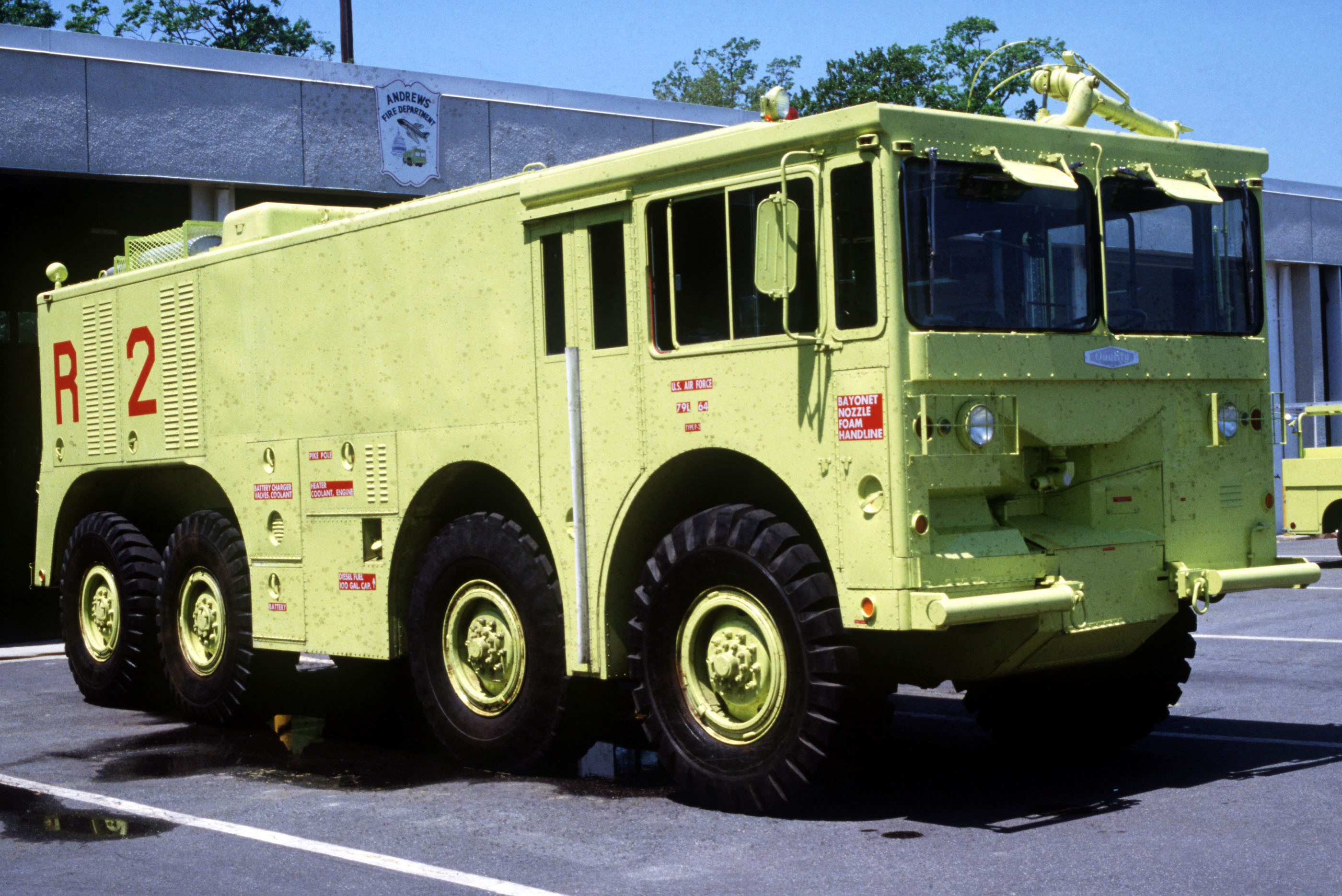
FWD crashtender
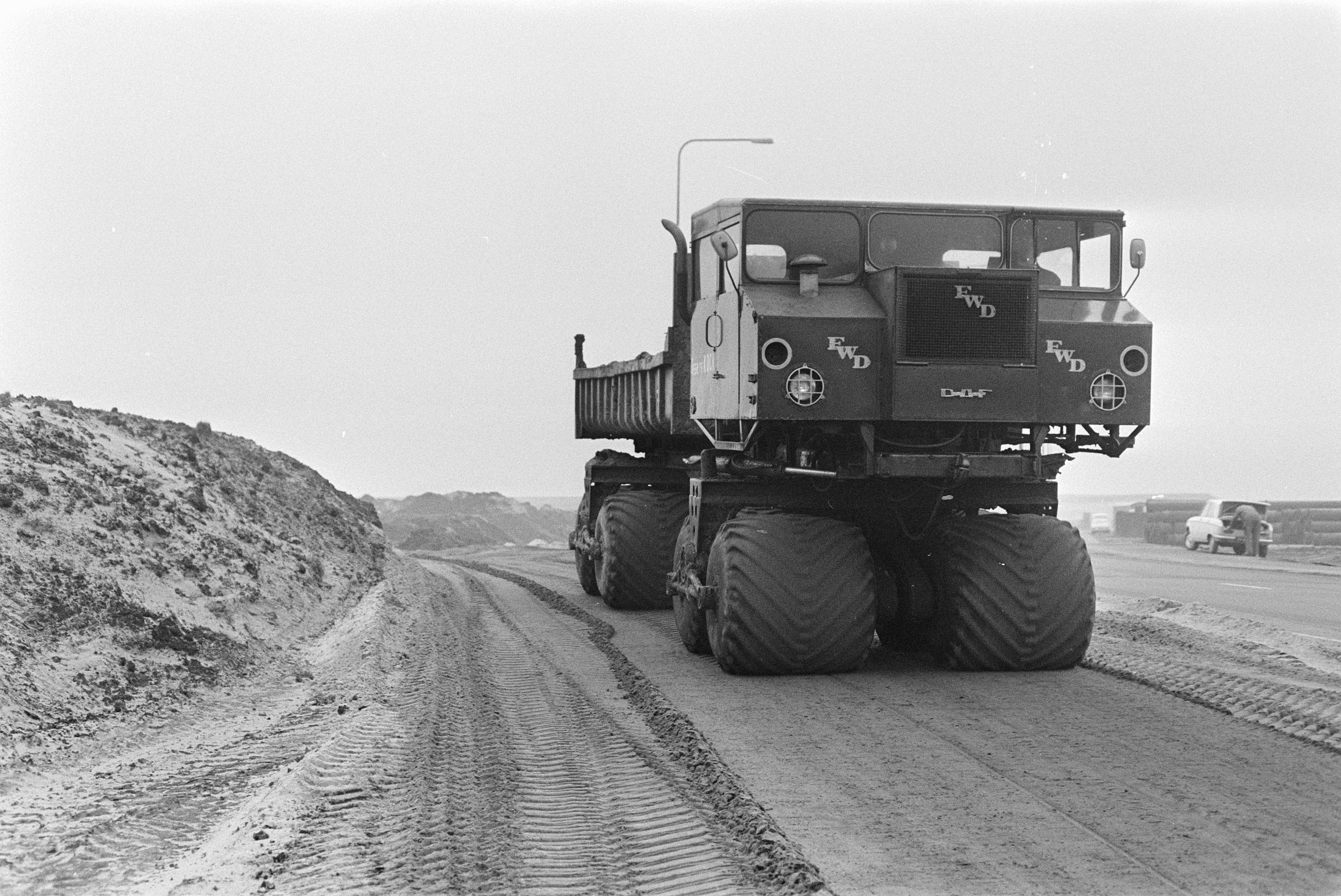
FWD MM-1 Teracruzer

## Naslagwerk
- (en)  Gabrick, Robert Fwd Trucks 1910-1974 Photo Archive, Iconografics (2005) ISBN  9781583881422